# کیت جانسون (قایقران)
کیت جانسون (انگلیسی: Kate Johnson؛ زادهٔ december ۱۸, ۱۹۷۸ (۴۶ سال)) ورزشکار روئینگ اهل ایالات متحده آمریکا است.
وی در مسابقات کشوری و بین‌المللی در مجموع برندهٔ ۴ مدال طلا، ۱ مدال نقره شده‌است.